# Villazanzo de Valderaduey
Villazanzo de Valderaduey est une commune d'Espagne dans la province de León, communauté autonome de Castille-et-León. Elle s'étend sur 145,88 km2 et comptait environ 531 habitants en 2011.